# David Christian Valther
David Christian Valther (* 1680 in Zwickau; † 1739) war ein deutscher Stadtarzt, Schriftsteller und Mitglied der Gelehrtenakademie „Leopoldina“.

## Leben
David Christian Valther war zunächst hochgräflicher Leibarzt der Grafen Schönburg, später Stadtarzt in Glauchau und schließlich praktischer Arzt in Dresden. 
David Christian Valther wurde am 1. Januar 1705 unter der Matrikel-Nr. 262 mit dem akademischen Beinamen Menander I. als Mitglied in die Deutsche Akademie der Naturforscher Leopoldina aufgenommen. 
Valther war verheiratet mit Johanna Rosina geborene Haußmannin.

## Denkschrift
- Starck, Martin Simeon: Einen Starcken in ächter Liebe beehrte Die Gesellschafft der Liebe und Wissenschafften an Ihrem Hochverdienten Praeside, ... David Christian Valther, Berühmten Medicinae Doctore ... in Dreßden, mit nachgesetzter Gedächtnüß-Schrifft, Verlag Johann Wilhelm Harpeter Dreßden, 1739. (Gedächtnisschrift für David Christian Walther)

## Publikationen
- Valther, David Christian: Der aus einem Kießling verfertigte aechte Diamant wurde bey der verlangten Lebens-Beschreibung Sr. Hoch-Ehrwürdten Tit. Tit. Herrn D. Johann Kießlings, Um die Kirche Christi Hochverdienten Theologi, bey der Stadt Borna Hochverdienten Pastoris ... Welcher den 12. Junii Anno 1715. seelig verschieden ... zu Bezeugung des schuldigen Beyleids abgeschildertVon vorbesagter löblichen Soc. Ober-Adiuncto D. David Christian Valtherrn ... in Dreßden, Jakob Harpeter, Dreßden, 1715. Mitwirkende: Kiesling, Johann, Verstorben.
- Valther, David Christian: Der unvergleichlich-schönen Türckin wundersame Lebens- und Liebesgeschichte.